# Hemotest
Hemotestele sunt reprezentate de seruri sangvine recoltate de la persoane cu grupă sangvină cunoscută. Hemotestele au rolul de a indica aglutinogenii de pe suprafața hematiilor din sângele studiat, prin aglutinarea acestora cu aglutininele din hemotest.
Exista trei tipuri de hemotest:
Hemotest 0, recoltat de la o persoană cu grupă sangvină 0. Conține aglutininele {\displaystyle \alpha } și {\displaystyle \beta }.

Hemotest A, recoltat de la o persoană cu grupă sangvină A. Conține aglutinina {\displaystyle \beta }.

Hemotest B, recoltat de la o persoană cu grupă sangvină B. Conține aglutinina {\displaystyle \alpha }.